# UCI Oceania Tour 2014
Die UCI Oceania Tour 2014 ist die zehnte Austragung des zur Saison 2005 vom Weltradsportverband UCI eingeführten ozeanischen Straßenradsport-Kalenders unterhalb der UCI WorldTour, der zu den UCI Continental Circuits gehört. Die Saison beginnt am 1. Oktober 2013 und endet am 31. Dezember 2014.
Die Eintagesrennen und Etappenrennen der UCI Oceania Tour sind in drei Kategorien (HC, 1 und 2) eingeteilt. Bei jedem Rennen werden Punkte für eine Gesamtwertung der Fahrer, Mannschaften und Nationen vergeben. An dieser Mannschaftswertung nehmen die Professional Continental Teams und die Continental Teams teil. An der Nationenwertung nehmen nur die Nationen des Kontinents teil, gezählt werden aber die Ergebnisse aller Circuits. An den einzelnen Rennen können auch ProTeams teilnehmen, die von Fahrern der ProTeams erzielten Platzierungen bleiben aber für die Rankings außer Betracht.

Zu den Regeln der einzelnen Ranglisten: 

## Gesamtstand
(Endstand: 31. Dezember 2014)
| Platz | Fahrer                |             | Team | Punkte |
| ----- | --------------------- | ----------- | ---- | ------ |
| 1.    | Robert Power *        | Australien  |      | 70     |
| 2.    | Michael Vink          | Neuseeland  | BFL  | 66     |
| 3.    | Brenton Jones         | Australien  | ART  | 45     |
| 4.    | Bernard Sulzberger    | Australien  | DPC  | 40     |
| 5.    | James Oram *          | Neuseeland  | BDT  | 38     |
| 6.    | Jack Haig *           | Australien  | ART  | 38     |
| 7.    | Robert Jon-McCarthy * | Australien  | SKT  | 36     |
| 8.    | Neil van der Ploeg    | Australien  | ART  | 34     |
| 9.    | William Clarke        | Australien  | DPC  | 26     |
| 10.   | Tommy Nankervis       | Australien  | BFL  | 25     |
| 11.   | Harry Carpenter *     | Australien  |      | 24     |
| 12.   | Jonathan Cantwell     | Australien  | DPC  | 24     |
| 13.   | Wouter Wippert        | Niederlande | DPC  | 21     |
| 14.   | Joseph Cooper         | Neuseeland  | ART  | 20     |
| 15.   | Adam Phelan           | Australien  | DPC  | 20     |
| 16.   | Thomas Scully         | Neuseeland  | MGT  | 18     |
| 17.   | Daniel Whitehouse *   | Neuseeland  | RCJ  | 17     |
| 18.   | Tom Davison           | Neuseeland  |      | 16     |
| 19.   | George Tansley *      | Australien  |      | 15     |
| 20.   | Jason Christie        | Neuseeland  |      | 14     |

| Platz | Team                                       |                        | Punkte |
| ----- | ------------------------------------------ | ---------------------- | ------ |
| 1.    | Avanti Racing Team                         | Australien             | 174    |
| 2.    | Drapac Professional Cycling                | Australien             | 156    |
| 3.    | Team Budget Forklifts                      | Australien             | 118    |
| 4.    | An Post-Chain Reaction                     | Irland                 | 44     |
| 5.    | Rapha Condor JLT                           | Vereinigtes Konigreich | 40     |
| 6.    | Bissell Development Team                   | Vereinigte Staaten     | 38     |
| 7.    | Madison Genesis                            | Vereinigtes Konigreich | 26     |
| 8.    | OCBC Singapore Continental Cycling Team    | Singapur               | 17     |
| 9.    | Synergy Baku Cycling Project               | Aserbaidschan          | 9      |
| 10.   | UnitedHealthcare Professional Cycling Team | Vereinigte Staaten     | 5      |
| 11.   | Team NetApp-Endura                         | Deutschland            | 2      |
| 12.   | Hincapie Sportswear Development Team       | Vereinigte Staaten     | 1      |

| Platz | Nation     | Punkte |
| ----- | ---------- | ------ |
| 1.    | Australien | 1332   |
| 2.    | Neuseeland | 511    |

| Platz | Nation (U23) | Punkte |
| ----- | ------------ | ------ |
| 1.    | Australien   | 800    |
| 2.    | Neuseeland   | 127    |

## Rennkalender
| Datum            | Rennen                                         | Kat. | Details | Sieger          | Team                  |
| ---------------- | ---------------------------------------------- | ---- | ------- | --------------- | --------------------- |
| 29. Dez.–2. Jan. | New Zealand Cycle Classic                      | 2.2  |         | Michael Vink    | Team Budget Forklifts |
| 5.–9. Feb.       | Herald Sun Tour                                | 2.1  |         | Simon Clarke    | Orica GreenEdge       |
| 21. Feb.         | Ozeanienmeisterschaft – Einzelzeitfahren       | CC   |         | Joseph Cooper   | Neuseeland            |
| 21. Feb.         | Ozeanienmeisterschaft – Einzelzeitfahren (U23) | CC   |         | Harry Carpenter | Australien            |
| 23. Feb.         | Ozeanienmeisterschaft – Straßenrennen          | CC   |         | Luke Durbridge  | Australien            |
| 23. Feb.         | Ozeanienmeisterschaft – Straßenrennen (U23)    | CC   |         | Robert Power    | Australien            |